# Úszás a 2004. évi nyári olimpiai játékokon
A 2004. évi nyári olimpiai játékok úszóversenyein harminckét versenyszámban avattak olimpiai bajnokot. A program az előző olimpiához képest nem változott.

## Éremtáblázat
(A táblázatokban a magyar csapat eltérő háttérszínnel, az egyes számoszlopok legmagasabb értéke vagy értékei vastagítással kiemelve.)
| A 2004. évi nyári olimpiai játékok éremtáblázata úszásban | A 2004. évi nyári olimpiai játékok éremtáblázata úszásban | A 2004. évi nyári olimpiai játékok éremtáblázata úszásban | A 2004. évi nyári olimpiai játékok éremtáblázata úszásban | A 2004. évi nyári olimpiai játékok éremtáblázata úszásban | Olimpia  |
| --------------------------------------------------------- | --------------------------------------------------------- | --------------------------------------------------------- | --------------------------------------------------------- | --------------------------------------------------------- | -------- |
|                                                           | Ország                                                    | Arany                                                     | Ezüst                                                     | Bronz                                                     | Összesen |
| 1.                                                        | Egyesült Államok (USA)                                    | 12                                                        | 9                                                         | 7                                                         | 28       |
| 2.                                                        | Ausztrália (AUS)                                          | 7                                                         | 5                                                         | 3                                                         | 15       |
| 3.                                                        | Japán (JPN)                                               | 3                                                         | 1                                                         | 4                                                         | 8        |
| 4.                                                        | Hollandia (NED)                                           | 2                                                         | 3                                                         | 2                                                         | 7        |
| 5.                                                        | Ukrajna (UKR)                                             | 2                                                         | 0                                                         | 1                                                         | 3        |
| 6.                                                        | Franciaország (FRA)                                       | 1                                                         | 2                                                         | 3                                                         | 6        |
| 7.                                                        | Lengyelország (POL)                                       | 1                                                         | 2                                                         | 0                                                         | 3        |
| 8.                                                        | Dél-afrikai Köztársaság (RSA)                             | 1                                                         | 1                                                         | 1                                                         | 3        |
| 8.                                                        | Zimbabwe (ZIM)                                            | 1                                                         | 1                                                         | 1                                                         | 3        |
| 10.                                                       | Kína (CHN)                                                | 1                                                         | 1                                                         | 0                                                         | 2        |
| 11.                                                       | Románia (ROU)                                             | 1                                                         | 0                                                         | 1                                                         | 2        |
|                                                           |                                                           |                                                           |                                                           |                                                           |          |
| 12.                                                       | Ausztria (AUT)                                            | 0                                                         | 2                                                         | 0                                                         | 2        |
| 13.                                                       | Németország (GER)                                         | 0                                                         | 1                                                         | 4                                                         | 5        |
| 14.                                                       | Magyarország (HUN)                                        | 0                                                         | 1                                                         | 1                                                         | 2        |
| 14.                                                       | Olaszország (ITA)                                         | 0                                                         | 1                                                         | 1                                                         | 2        |
| 16.                                                       | Horvátország (CRO)                                        | 0                                                         | 1                                                         | 0                                                         | 1        |
| 16.                                                       | Oroszország (RUS)                                         | 0                                                         | 1                                                         | 0                                                         | 1        |
|                                                           |                                                           |                                                           |                                                           |                                                           |          |
| 18.                                                       | Nagy-Britannia (GBR)                                      | 0                                                         | 0                                                         | 2                                                         | 2        |
| 19.                                                       | Argentína (ARG)                                           | 0                                                         | 0                                                         | 1                                                         | 1        |
| 19.                                                       | Trinidad és Tobago (TRI)                                  | 0                                                         | 0                                                         | 1                                                         | 1        |
|                                                           |                                                           |                                                           |                                                           |                                                           |          |
| Összesen                                                  | Összesen                                                  | 32                                                        | 32                                                        | 33                                                        | 97       |

## Férfi
Férfi úszásban tizenhat – tizenhárom egyéni és három váltó – versenyszámot írtak ki.

### Éremtáblázat
| A 2004. évi nyári olimpiai játékok éremtáblázata férfi úszásban | A 2004. évi nyári olimpiai játékok éremtáblázata férfi úszásban | A 2004. évi nyári olimpiai játékok éremtáblázata férfi úszásban | A 2004. évi nyári olimpiai játékok éremtáblázata férfi úszásban | A 2004. évi nyári olimpiai játékok éremtáblázata férfi úszásban | Olimpia  |
| --------------------------------------------------------------- | --------------------------------------------------------------- | --------------------------------------------------------------- | --------------------------------------------------------------- | --------------------------------------------------------------- | -------- |
|                                                                 | Ország                                                          | Arany                                                           | Ezüst                                                           | Bronz                                                           | Összesen |
| 1.                                                              | Egyesült Államok (USA)                                          | 9                                                               | 5                                                               | 4                                                               | 18       |
| 2.                                                              | Ausztrália (AUS)                                                | 3                                                               | 2                                                               | 1                                                               | 6        |
| 3.                                                              | Japán (JPN)                                                     | 2                                                               | 1                                                               | 2                                                               | 5        |
| 4.                                                              | Hollandia (NED)                                                 | 1                                                               | 2                                                               | 0                                                               | 3        |
| 5.                                                              | Dél-afrikai Köztársaság (RSA)                                   | 1                                                               | 1                                                               | 1                                                               | 3        |
| 6.                                                              | Ausztria (AUT)                                                  | 0                                                               | 2                                                               | 0                                                               | 2        |
| 7.                                                              | Magyarország (HUN)                                              | 0                                                               | 1                                                               | 1                                                               | 2        |
| 8.                                                              | Horvátország (CRO)                                              | 0                                                               | 1                                                               | 0                                                               | 1        |
| 8.                                                              | Németország (GER)                                               | 0                                                               | 1                                                               | 0                                                               | 1        |
|                                                                 |                                                                 |                                                                 |                                                                 |                                                                 |          |
| 10.                                                             | Nagy-Britannia (GBR)                                            | 0                                                               | 0                                                               | 2                                                               | 2        |
| 11.                                                             | Franciaország (FRA)                                             | 0                                                               | 0                                                               | 1                                                               | 1        |
| 11.                                                             | Olaszország (ITA)                                               | 0                                                               | 0                                                               | 1                                                               | 1        |
| 11.                                                             | Románia (ROU)                                                   | 0                                                               | 0                                                               | 1                                                               | 1        |
| 11.                                                             | Trinidad és Tobago (TRI)                                        | 0                                                               | 0                                                               | 1                                                               | 1        |
| 11.                                                             | Ukrajna (UKR)                                                   | 0                                                               | 0                                                               | 1                                                               | 1        |
|                                                                 |                                                                 |                                                                 |                                                                 |                                                                 |          |
| Összesen                                                        | Összesen                                                        | 16                                                              | 16                                                              | 16                                                              | 48       |

### Érmesek
- WR – világrekord
- OR – olimpiai rekord

| A 2004. évi nyári olimpiai játékok érmesei férfi úszásban | |          | |          | |          |
| Versenyszám                                               | Arany | Arany    | Ezüst | Ezüst    | Bronz | Bronz    |
| 50 m gyors                                                | Gary Hall · Egyesült Államok (USA) | 21,93    | Duje Draganja · Horvátország (CRO) | 21,94    | Roland Schoeman · Dél-afrikai Köztársaság (RSA)                                                                                                | 22,02    |
| 100 m gyors                                               | Pieter van den Hoogenband · Hollandia (NED) | 48,17    | Roland Schoeman · Dél-afrikai Köztársaság (RSA)                                                                                       | 48,23    | Ian Thorpe · Ausztrália (AUS) | 48,56    |
| 200 m gyors                                               | Ian Thorpe · Ausztrália (AUS) | 1:44,71  | Pieter van den Hoogenband · Hollandia (NED)                                                                                           | 1:45,23  | Michael Phelps · Egyesült Államok (USA) | 1:45,32  |
| 400 m gyors                                               | Ian Thorpe · Ausztrália (AUS) | 3:43,10  | Grant Hackett · Ausztrália (AUS) | 3:43,36  | Klete Keller · Egyesült Államok (USA) | 3:44,11  |
| 1500 m gyors                                              | Grant Hackett · Ausztrália (AUS) | 14:43,40 | Larsen Jensen · Egyesült Államok (USA)                                                                                                | 14:45,29 | David Davies · Nagy-Britannia (GBR) | 14:45,95 |
| 100 m hát                                                 | Aaron Peirsol · Egyesült Államok (USA) | 54,06    | Markus Rogan · Ausztria (AUT) | 54,35    | Morita Tomomi · Japán (JPN) | 54,36    |
| 200 m hát                                                 | Aaron Peirsol · Egyesült Államok (USA) | 1:54,95  | Markus Rogan · Ausztria (AUT) | 1:57,35  | Răzvan Florea · Románia (ROU) | 1:57,56  |
| 100 m mell                                                | Kitadzsima Kószuke · Japán (JPN) | 1:00,08  | Brendan Hansen · Egyesült Államok (USA)                                                                                               | 1:00,25  | Hugues Duboscq · Franciaország (FRA) | 1:00,88  |
| 200 m mell                                                | Kitadzsima Kószuke · Japán (JPN) | 2:09,44  | Gyurta Dániel · Magyarország (HUN) | 2:10,80  | Brendan Hansen · Egyesült Államok (USA) | 2:10,87  |
| 100 m pillangó                                            | Michael Phelps · Egyesült Államok (USA) | 51,25    | Ian Crocker · Egyesült Államok (USA)                                                                                                  | 51,29    | Andrij Szergyinov · Ukrajna (UKR) | 51,36    |
| 200 m pillangó                                            | Michael Phelps · Egyesült Államok (USA) | 1:54,04  | Jamamoto Takasi · Japán (JPN) | 1:54,56  | Stephen Parry · Nagy-Britannia (GBR) | 1:55,52  |
| 200 m vegyes                                              | Michael Phelps · Egyesült Államok (USA) | 1:57,14  | Ryan Lochte · Egyesült Államok (USA)                                                                                                  | 1:58,78  | George Bovell · Trinidad és Tobago (TRI) | 1:58,80  |
| 400 m vegyes                                              | Michael Phelps · Egyesült Államok (USA) | 4:08,26  | Erik Vendt · Egyesült Államok (USA)                                                                                                   | 4:11,81  | Cseh László · Magyarország (HUN) | 4:12,15  |
| 4 × 100 m gyorsváltó                                      | Dél-afrikai Köztársaság (RSA) · Roland Schoeman · Lyndon Ferns · Darian Townsend · Ryk Neethling                                                           | 3:13,17  | Hollandia (NED) · Johan Kenkhuis · Mitja Zastrow · Klaas-Erik Zwering · Pieter van den Hoogenband                                     | 3:14,36  | Egyesült Államok (USA) · Ian Crocker · Michael Phelps · Neil Walker · Jason Lezak · Nate Dusing* · Gary Hall* · Gabe Woodward*                 | 3:14,62  |
| 4 × 200 m gyorsváltó                                      | Egyesült Államok (USA) · Michael Phelps · Ryan Lochte · Peter Vanderkaay · Klete Keller · Scott Goldblatt* · Dan Ketchum*                                  | 7:07,33  | Ausztrália (AUS) · Grant Hackett · Michael Klim · Nicholas Sprenger · Ian Thorpe · Todd Pearson* · Antony Matkovich* · Craig Stevens* | 7:07,46  | Olaszország (ITA) · Emiliano Brembilla · Massimiliano Rosolino · Simone Cercato · Filippo Magnini · Matteo Pelliciari* · Federico Cappellazzo* | 7:11,83  |
| 4 × 100 m vegyes váltó                                    | Egyesült Államok (USA) · Aaron Peirsol · Brendan Hansen · Ian Crocker · Jason Lezak · Mark Gangloff* · Lenny Krayzelburg* · Michael Phelps* · Neil Walker* | 3:30,68  | Németország (GER) · Steffen Driesen · Jens Kruppa · Thomas Rupprath · Lars Conrad                                                     | 3:33,62  | Japán (JPN) · Morita Tomomi · Kitadzsima Kószuke · Jamamoto Takasi · Okumura Josihiro                                                          | 3:35,22  |

* - a versenyző az előfutamban vett részt, és kapott is érmet

## Női
Női úszásban tizenhat – tizenhárom egyéni és három váltó – versenyszámot írtak ki.

### Éremtáblázat
| A 2004. évi nyári olimpiai játékok éremtáblázata női úszásban | A 2004. évi nyári olimpiai játékok éremtáblázata női úszásban | A 2004. évi nyári olimpiai játékok éremtáblázata női úszásban | A 2004. évi nyári olimpiai játékok éremtáblázata női úszásban | A 2004. évi nyári olimpiai játékok éremtáblázata női úszásban | Olimpia  |
| ------------------------------------------------------------- | ------------------------------------------------------------- | ------------------------------------------------------------- | ------------------------------------------------------------- | ------------------------------------------------------------- | -------- |
|                                                               | Ország                                                        | Arany                                                         | Ezüst                                                         | Bronz                                                         | Összesen |
| 1.                                                            | Ausztrália (AUS)                                              | 4                                                             | 3                                                             | 2                                                             | 9        |
| 2.                                                            | Egyesült Államok (USA)                                        | 3                                                             | 4                                                             | 3                                                             | 10       |
| 3.                                                            | Ukrajna (UKR)                                                 | 2                                                             | 0                                                             | 0                                                             | 2        |
| 4.                                                            | Franciaország (FRA)                                           | 1                                                             | 2                                                             | 2                                                             | 5        |
| 5.                                                            | Lengyelország (POL)                                           | 1                                                             | 2                                                             | 0                                                             | 3        |
| 6.                                                            | Hollandia (NED)                                               | 1                                                             | 1                                                             | 2                                                             | 4        |
| 7.                                                            | Zimbabwe (ZIM)                                                | 1                                                             | 1                                                             | 1                                                             | 3        |
| 8.                                                            | Kína (CHN)                                                    | 1                                                             | 1                                                             | 0                                                             | 2        |
| 9.                                                            | Japán (JPN)                                                   | 1                                                             | 0                                                             | 2                                                             | 3        |
| 10.                                                           | Románia (ROU)                                                 | 1                                                             | 0                                                             | 0                                                             | 1        |
|                                                               |                                                               |                                                               |                                                               |                                                               |          |
| 11.                                                           | Olaszország (ITA)                                             | 0                                                             | 1                                                             | 0                                                             | 1        |
| 11.                                                           | Oroszország (RUS)                                             | 0                                                             | 1                                                             | 0                                                             | 1        |
|                                                               |                                                               |                                                               |                                                               |                                                               |          |
| 13.                                                           | Németország (GER)                                             | 0                                                             | 0                                                             | 4                                                             | 4        |
| 14.                                                           | Argentína (ARG)                                               | 0                                                             | 0                                                             | 1                                                             | 1        |
|                                                               |                                                               |                                                               |                                                               |                                                               |          |
| Összesen                                                      | Összesen                                                      | 16                                                            | 16                                                            | 17                                                            | 49       |

### Érmesek
| A 2004. évi nyári olimpiai játékok érmesei női úszásban |                                                                                          |            | |         | |         |
| Versenyszám                                             | Arany                                                                                    | Arany      | Ezüst | Ezüst   | Bronz                                                                                               | Bronz   |
| 50 m gyors                                              | Inge de Bruijn · Hollandia (NED)                                                         | 24,58      | Malia Metella · Franciaország (FRA) | 24,89   | Lisbeth Trickett · Ausztrália (AUS)                                                                 | 24,91   |
| 100 m gyors                                             | Jodie Henry · Ausztrália (AUS)                                                           | 53,84      | Inge de Bruijn · Hollandia (NED) | 54,16   | Natalie Coughlin · Egyesült Államok (USA)                                                           | 54,40   |
| 200 m gyors                                             | Camelia Potec · Románia (ROU)                                                            | 1:58,03    | Federica Pellegrini · Olaszország (ITA)                                                                                                 | 1:58,22 | Solenne Figuès · Franciaország (FRA)                                                                | 1:58,45 |
| 400 m gyors                                             | Laure Manaudou · Franciaország (FRA)                                                     | 4:05,34    | Otylia Jędrzejczak · Lengyelország (POL)                                                                                                | 4:05,84 | Kaitlin Sandeno · Egyesült Államok (USA)                                                            | 4:06,19 |
| 800 m gyors                                             | Sibata Ai · Japán (JPN)                                                                  | 8:24,54    | Laure Manaudou · Franciaország (FRA) | 8:24,96 | Diana Munz · Egyesült Államok (USA)                                                                 | 8:26,61 |
| 100 m hát                                               | Natalie Coughlin · Egyesült Államok (USA)                                                | 1:00,37    | Kirsty Coventry · Zimbabwe (ZIM) | 1:00,50 | Laure Manaudou · Franciaország (FRA)                                                                | 1:00,88 |
| 200 m hát                                               | Kirsty Coventry · Zimbabwe (ZIM)                                                         | 2:09,19    | Sztanyiszlava Komarova · Oroszország (RUS)                                                                                              | 2:09,72 | Antje Buschschulte · Németország (GER)Nakamura Reiko · Japán (JPN)                                  | 2:09,88 |
| 100 m mell                                              | Lo Hszüe-csüan (Luo Xuejuan) · Kína (CHN)                                                | 1:06,64    | Brooke Hanson · Ausztrália (AUS) | 1:07,15 | Leisel Jones · Ausztrália (AUS)                                                                     | 1:07,16 |
| 200 m mell                                              | Amanda Beard · Egyesült Államok (USA)                                                    | 2:23,37 OR | Leisel Jones · Ausztrália (AUS) | 2:23,60 | Anne Poleska · Németország (GER)                                                                    | 2:25,82 |
| 100 m pillangó                                          | Petria Thomas · Ausztrália (AUS)                                                         | 57,72      | Otylia Jędrzejczak · Lengyelország (POL)                                                                                                | 57,84   | Inge de Bruijn · Hollandia (NED)                                                                    | 57,99   |
| 200 m pillangó                                          | Otylia Jędrzejczak · Lengyelország (POL)                                                 | :          | Petria Thomas · Ausztrália (AUS) | :       | Nakanisi Júko · Japán (JPN)                                                                         | :       |
| 200 m vegyes                                            | Jana Klocskova · Ukrajna (UKR)                                                           | 2:11,14    | Amanda Beard · Egyesült Államok (USA)                                                                                                   | 2:11,70 | Kirsty Coventry · Zimbabwe (ZIM)                                                                    | 2:12,72 |
| 400 m vegyes                                            | Jana Klocskova · Ukrajna (UKR)                                                           | 4:34,83    | Kaitlin Sandeno · Egyesült Államok (USA)                                                                                                | 4:34,95 | Georgina Bardach · Argentína (ARG)                                                                  | 4:37,51 |
| 4 × 100 m gyorsváltó                                    | Ausztrália (AUS) · Alice Mills · Lisbeth Trickett · Petria Thomas · Jodie Henry          | 3:35,94    | Egyesült Államok (USA) · Kara Lynn Joyce · Natalie Coughlin · Amanda Weir · Jenny Thompson                                              | 3:36,39 | Hollandia (NED) · Chantal Groot · Inge Dekker · Marleen Veldhuis · Inge de Bruijn                   | 3:37,59 |
| 4 × 200 m gyorsváltó                                    | Egyesült Államok (USA) · Natalie Coughlin · Carly Piper · Dana Vollmer · Kaitlin Sandeno | 7:53,42    | Kína (CHN) · Pang Csia-jing (Pang Jiaying) · Hszü Jen-vej (Xu Yanwei) · Jang Jü (Yang Yu) · Csu Jing-ven (Zhu Yingwen) · Li Csi (Li Ji) | 7:55,97 | Németország (GER) · Franziska van Almsick · Petra Dallmann · Antje Buschschulte · Hannah Stockbauer | 7:57,37 |
| 4 × 100 m vegyes váltó                                  | Ausztrália (AUS) · Giaan Rooney · Leisel Jones · Petria Thomas · Jodie Henry             | 3:57,32    | Egyesült Államok (USA) · Natalie Coughlin · Amanda Beard · Jenny Thompson · Kara Lynn Joyce                                             | 3:59,12 | Németország (GER) · Antje Buschschulte · Sarah Poewe · Franziska van Almsick · Daniela Götz         | 4:00,72 |